# OCRopus
OCRopus — OCR-система на базі відкритого розпізнавального ядра — tesseract. Програмний пакет для розпізнавання тексту, що розвивається за принципами Open Source і розповсюджується під Apache License 2.0. За задумом розробників, з допомогою OCRopus стане можливим визначати текстовий вміст на цифрових зображеннях і переводити його в звичайний текстовий формат для подальшого редагування. Крім друкованого тексту, програма зможе розпізнавати і рукописні матеріали. За станом на альфа-реліз, OCRopus використовує код мови моделювання з іншого проекту, що підтримується Google — OpenFST. OCRopus в наш час[коли?] доступний лише для Linux.

## Використання
В даний час OCRopus може бути використаний тільки з командного рядка. Після встановлення можна посилатися, вказуючи вхідне зображення з текстом. Він виведе hOCR HTML-код. Якщо необхідний точніший контроль, можна вказати в командному рядку команду для виконання конкретних операцій (наприклад, розпізнавання одного рядка).

## Історія розвитку
- 0.1.0 — альфа — 22 жовтня 2007 р.
- 0.1.1 — 14 грудня 2007 р. — поліпшення системи збирання пакунку
- 0.2 — альфа 2 — 31 травня 2008 р.
- 0.3 — 16 жовтня 2008 р.[3]
- 0.4 альфа 4 — [4]
- 1.0 — у планах — пакунки для інших операційних систем, + GUI